# Graciella circuloides
Graciella circuloides là một loài bọ cánh cứng trong họ Cerambycidae.